# Bernd Helge Fritsch
Bernd Helge Fritsch (* 3. Juni 1944 in Wien) ist ein österreichischer Buchautor. Er war ehemals Rechtsanwalt in Graz. Am Beginn seines vierten Lebensjahrzehnts beendete er seine Tätigkeit als Leiter eines Anwaltsbüros. Seither ist er als Autor von Lebensberatungs- und spirituellen Leit-Büchern sowie als Vortragender tätig.

## Leben
Bernd Helge Fritsch wuchs in Graz auf und studierte an der dortigen Universität Jura und Nationalökonomie. 1967 wurde er zum Doktor der Rechtswissenschaft promoviert. Anschließend baute er eine Rechtsanwaltskanzlei in Graz auf.
Zu Beginn seines vierten Lebensjahrzehnts beendete er seine Anwaltstätigkeit. Er verbrachte viele Jahre auf Reisen, vorwiegend in Asien und Südeuropa. Er lebte in hinduistischen und buddhistischen Klöstern und praktizierte Zen.
Er veröffentlichte zahlreiche Bücher zum Thema Glücklich-Sein und fernöstliche Philosophie. Neben seiner Arbeit als Buchautor absolviert Fritsch als spiritueller Lehrer Vortragstourneen in Österreich, Deutschland, der Schweiz und Italien.

## Buch-Themen
Seine Bücher dienen vornehmlich als Lebensratgeber mit spirituellem Hintergrund.
In den Werken „Das Kleinod des Shankara“ und „Die Essenz der Bhagavad-Gita“ setzt er sich mit zwei der wichtigsten historischen Schriften des Hinduismus auseinander. Gemäß den Erläuterungen des Autors sollen beide Bücher für den modernen westlichen Leser gut verständliche Übersetzungen liefern, versehen mit erklärenden Kommentaren.
Durch entsprechende Zitate werden Parallelen zum ursprünglichen Christentum und zu diversen Mystikern (Meister Eckhart, Angelus Silesius, Dschalal ad-Din ar-Rumi u. a.) aufgezeigt.

## Lehre

### Advaita
Nach seinen Angaben fühlt sich Fritsch im Einklang mit den großen Weisheitslehren, wenn er darstellt, dass der Mensch in seinem Seelengrunde vom universellen Bewusstsein (Gott) nicht verschieden sei. Daher bedeute für ihn Selbsterkenntnis zugleich Seins- (Gott-) Erkenntnis. Er verweist dazu auf die Advaita Vedanta wie sie Shankara interpretiert und auf verschiedene christliche und nicht-christliche Mystiker. Obwohl Eins mit allem Sein (Gott), bilde der Mensch zugleich ein eigenes, individuelles Zentrum von Bewusstheit. Vergleichbare Ansichten vertritt Ramanuja in seiner als Vishishtadvaita bezeichneten Lehre.

### Innere Schau
Wie Fritsch erklärt, identifiziere er sich selbst – gerade wegen seiner Liebe zur Weisheit (Philosophie) – mit keiner Glaubensrichtung oder einer sonstigen philosophischen oder spirituellen Weltanschauung. Alle großen Weisheitslehren (z. B. eines Buddha, Krishna, Laotse, Shankara oder Jesus) sollten nur Anregungen geben, die Wahrheit in sich selbst zu finden, denn jeder Mensch könne, wenn er entsprechend vorbereitet sei, selbst die Wahrheit in sich erfahren. Deshalb versuche er seine Leser und Hörer anzuregen, nicht beim „Glauben“ stehen zu bleiben, sondern vom „Glauben“ zum „inneren Schauen“ voranzuschreiten.

### Sklaverei durch Gedanken
Für gewöhnlich ist nach Fritsch der Mensch ein Sklave seiner Gedanken und Gefühle. Diese sind geprägt von seinem Karma, seinen Genen, von den Einflüssen der Eltern, Erzieher und der Gesellschaft. Seine Gedanken sind vorwiegend zwanghaft fokussiert auf seine Wünsche, Ziele, Abneigungen und Sorgen.

### Illusion der Zeit
Gefangen in der Illusion der Zeit erwarte der Mensch sein Glück von der Erfüllung seiner Wünsche und Pläne in der Zukunft. Auf die Erfüllung dieser Wünsche und auf die Bekämpfung von dem, was ihm nicht gefällt, richtet sich daher sein primäres Streben. Damit verbunden sind Getrieben-Sein, Nervosität, Stress, Ängste und Sorgen.

### Befreiung
Mit Hinweis auf die klassischen Wege des Yoga (Jnana-, Bhakti-, Karma- und Raja-Yoga) erläutert Fritsch die Wege zur Selbsterkenntnis. Durch konstante Beobachtung seines Innenlebens, seiner Gedanken, Gefühle und Willensimpulse und durch innere Stille (Meditation) könne sich der Mensch von seinen einengenden Denk- und Verhaltens-Mustern befreien. Damit seien die Voraussetzungen geschaffen, um tief in den Frieden und in die Vollkommenheit des zeitlosen Jetzt einzutauchen und sein „Selbst“, sein wahres Wesen, zu verwirklichen.

## Werke
- Begegnung mit dem Ich, ISBN 3-7041-0205-9 (1993)
- Glücksbalance – Das magische Dreieck – Leben, Arbeit, Zen, ISBN 3-85436-3516 (2003)
- Artemis Power – Die Lizenz zum Glück, ISBN 978-3-8370-1447-1 (2008)
- Der Große Prinz und das Glück, ISBN 978-3837096972 (2009)
- Wunderbare Zweisamkeit, ISBN 978-3839169438 (2009)
- Das Kleinod des Shankara, Textausgabe und Kommentar, ISBN 978-3842363786 (2011)
- Ehe und Scheidung auf Österreichisch, ISBN 3-85131-096-9 (10. Auflage 2013, Co-Autor)
- Wu Wei – Nichts tun und alles erreichen, ISBN 978-3-8482-6417-9 (2013)
- Vom Umgang mit der Zeit – 99 spirituelle Anregungen, ISBN 978-3-8482-6417-9 (2015)
- The crown juwel of Shankara, englische Ausgabe, ISBN 978-3738626285 (2015)
- Die Essenz der Bhagavad-Gita, Textausgabe und Kommentar, ISBN 978-3-7347-6709-8 (2015)
- The Essence of the Bhagavad-Gita, englische Ausgabe, ISBN  978-3738626278 (2015)